# Cistotrigonite
La cistotrigonite (detta anche trigonite o sindrome uretrale oppure trigonite pseudomembranosa) è una condizione infiammatoria della regione del trigono della vescica.
Anatomicamente il trigono vescicale è una regione della parete vescicale, di forma triangolare, con i tre angoli delimitati dall'uretra e dagli ureteri.

## Epidemiologia
La frequenza della cistotrigonite è più elevata nel sesso femminile rispetto al sesso maschile. La prevalenza del disturbo nella donna presenta un primo picco tra i 30 ed i 50 anni, quindi può aumentare nel periodo post menopausa, verosimilmente in relazione ai disturbi genito-urinari più frequenti in questo periodo della vita, forse causati dalla alterazione degli estrogeni circolanti.

## Eziologia
La causa della cistotrigonite ad oggi è ancora indeterminata. È noto che la condizione può spesso associarsi a cerviciti croniche e vaginiti, così come a metaplasia o carcinoma vaginale. Nel maschio il disturbo sembra essere in relazione a patologie coinvolgenti la prostata, data la stretta relazione anatomica tra prostata e collo vescicale.

Molti studi hanno indicato un importante ruolo degli estrogeni nella eziologia del disturbo. È stato infatti dimostrato che i cambiamenti dell'epitelio del trigono correlano con le fasi del ciclo mestruale, similmente a quanto avviene nell'epitelio vaginale, e che è possibile avere una esacerbazione dei cambiamenti a seguito della somministrazione orale di estrogeni.
In circa il 30% dei pazienti il disturbo può essere messo in relazione con processi infettivi a carico dell'intestino, ad esempio diverticoliti del colon sigma.

## Sintomatologia
I sintomi della cistotrigonite sono molto simili a quelli della cistite interstiziale, ed includono dolore alla vescica, pollachiuria (abnorme aumento della frequenza delle minzioni) e del desiderio di urinare, in particolare nel corso della notte (nicturia) e ridotta capacità di trattenere le urine. La sensibilità della vescica a determinati alimenti, quali succo di mirtillo, agrumi, cioccolato ed altri può essere aumentata.

Alcuni soggetti presentano disagio e talvolta dolore durante i rapporti sessuali.

## Diagnosi
La diagnosi di questa condizione si basa su una attenta valutazione della sintomatologia riferita dal paziente, seguita dalla esecuzione di un esame completo delle urine, dalla urinocoltura. Gli esami strumentali che possono aiutare a chiarire il quadro sono l'ecografia vescicale transaddominale, la flussimetria urinaria e la cistoscopia.

### Diagnosi differenziale
Talvolta può risultare particolarmente difficoltosa con le infezioni urinarie oppure con la cistite interstiziale.